# Dhurkot Rajasthal
Dhurkot Rajasthal (en népalais : धुरकोत राजस्थल) est un comité de développement villageois du Népal situé dans le district de Gulmi. Au recensement de 2011, il comptait 3 133 habitants.